# Vordere Zollamtsstraße 9

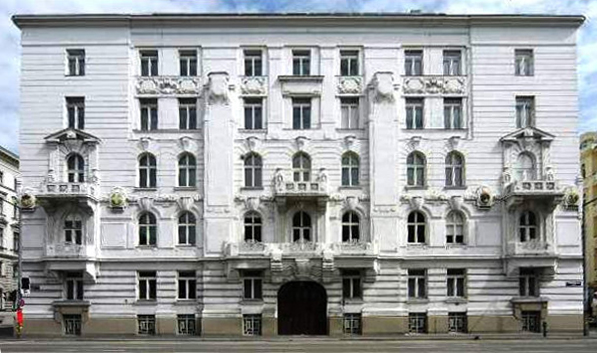
Das Gebäude Vordere Zollamtsstraße 9 im Jahr 2006. An der Fassade zwischen 1. und 2. Stock Wappen österreichischer Hafenstädte in Farbe.

Das einst von der Marinesektion des k.u.k. Kriegsministeriums genutzte Gebäude Vordere Zollamtsstraße 9 befindet sich im 3. Wiener Gemeindebezirk Landstraße. Als Postanschrift ist auch die Adresse Marxergasse 2 in Gebrauch. Das Gebäude steht unter Denkmalschutz (Listeneintrag).

## Geschichte

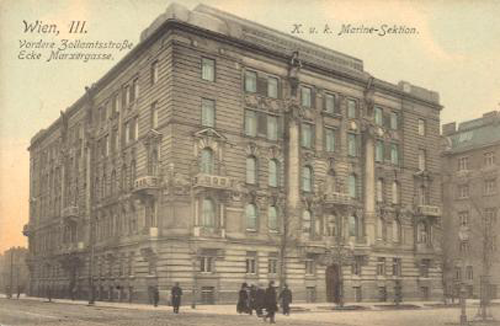
Das Gebäude um 1910 auf einer historischen Ansichtskarte

### Planung und Ausführung
Das als repräsentatives Eckhaus mit zwei Eingängen konzipierte ärarische Bürogebäude wurde 1906 bis 1908 für die Marinesektion des k.u.k. Kriegsministeriums errichtet. 
Die Pläne stammten von Theodor Bach (Wiener Baugesellschaft; * 1858 Wien; † 1938 Prag) und dem Marine-Oberingenieur Camillo Flat, die Bauausführung von Ettore Fenderl (* 1862 Triest; † 1966 Vittorio Veneto) und Friedrich Reichel.

### Nutzungsgeschichte

#### 1908 bis 1918

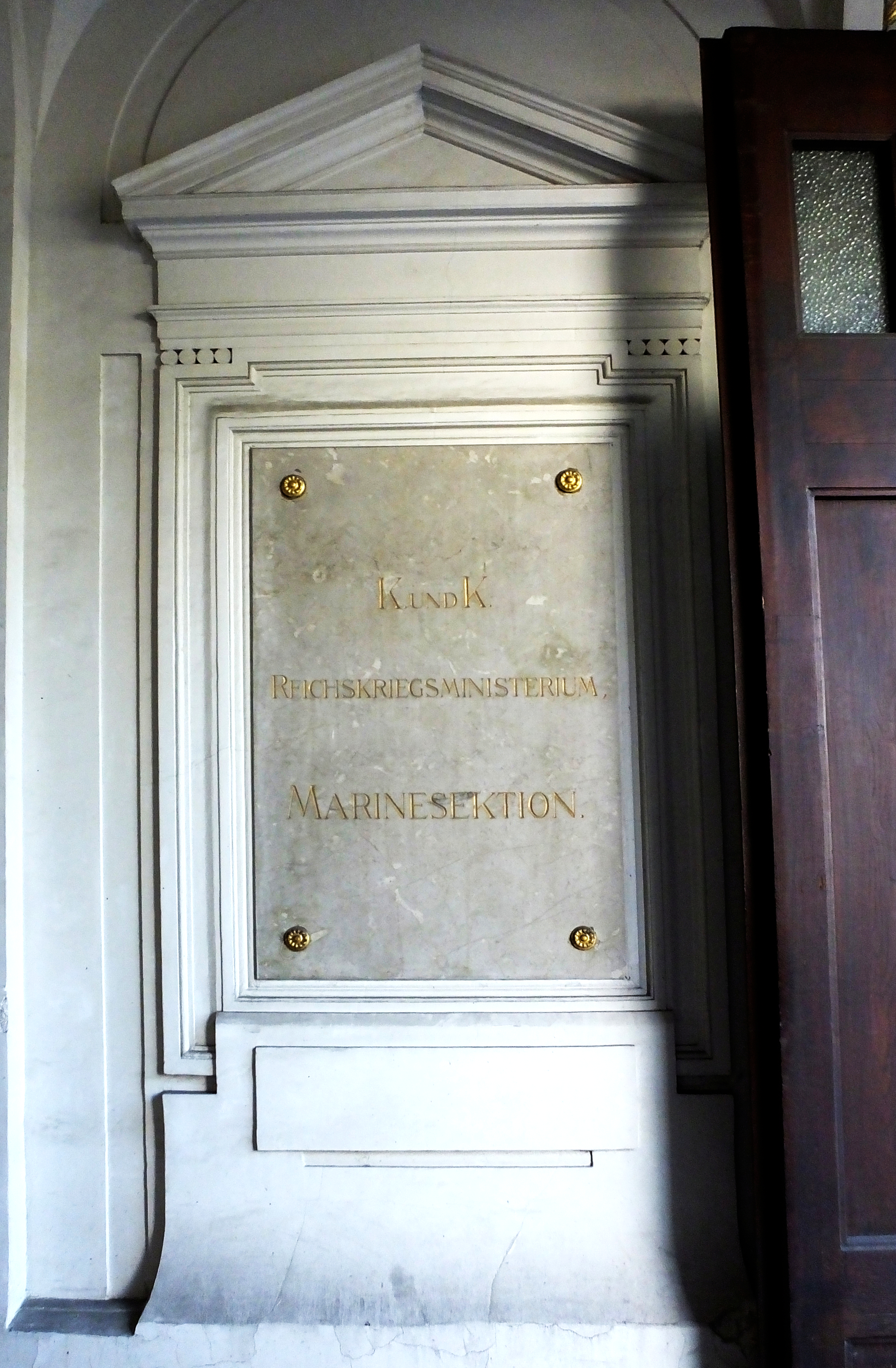
Steintafel in der Einfahrt

Das Gebäude wurde 1908, unmittelbar nach seiner Fertigstellung, von der Marinesektion des Kriegsministeriums bezogen, die seit 1887 im Maximilianhof gegenüber der Votivkirche, an der Währinger Straße im 9. Wiener Gemeindebezirk Alsergrund, untergebracht gewesen war. Vom Gebäude in der Vorderen Zollamtsstraße 9 aus wurden in den letzten zehn Jahren Österreich-Ungarns alle administrativen Angelegenheiten der k. u. k. Kriegsmarine erledigt.

#### 1918 bis 1925
Am 12. November 1918 wurde die k.u.k. Marinesektion zusammen mit dem gesamten Kriegsministerium vom neuen Staat Deutschösterreich für aufgelöst erklärt und als liquidierendes Kriegsministerium unter der Aufsicht des deutschösterreichischen  Staatsamtes für das Heerwesen  weitergeführt. Dies betraf auch die liquidierende Marinesektion, die noch einige Zeit in ihrem Gebäude tätig war, um Personal- und Sachangelegenheiten der nicht mehr bestehenden k.u.k. Marine zu bearbeiten. Seit April 1920 wurde für das liquidierende Kriegsministerium die Bezeichnung Militärliquidierungsamt verwendet, ehe diese Dienststelle 1931 endgültig aufgelöst wurde. 

#### 1925 bis heute
Ab 1925 beherbergte das Gebäude in der Vorderen Zollamtsstraße 9 die Generaldirektion der Österreichischen Bundesforste, die später nach Purkersdorf übersiedelte, einer Gemeinde westlich von Wien. Anschließend hatte hier die Bundesanstalt für Agrarwirtschaft mit ihrer agrarwirtschaftlichen Fachbibliothek ihren Sitz. Sie wurde 2019 mit der Bundesanstalt für Bergbauernfragen und Dienststellen des Bundesministeriums für Nachhaltigkeit und Tourismus zur Bundesanstalt für Agrarwirtschaft und Bergbauernfragen zusammengelegt und übersiedelte wenig später an einen neuen Standort in Wien-Landstraße, Dietrichgasse 27.
Derzeit (2021) sind im Amtsgebäude in der Vorderen Zollamtsstraße 9 die Bibliothek der Bundesanstalt für Agrarwirtschaft sowie die Zivildienstserviceagentur untergebracht, welche beide dem Bundesministerium für Landwirtschaft, Regionen und Tourismus unterstellt sind. An die ursprüngliche Funktion des Hauses und an die einstige Tätigkeit der k.u.k. Marinesektion erinnern die Wappen von Adriahäfen an der Fassade (siehe unten) sowie eine Steintafel in der Einfahrt.

## Architektur

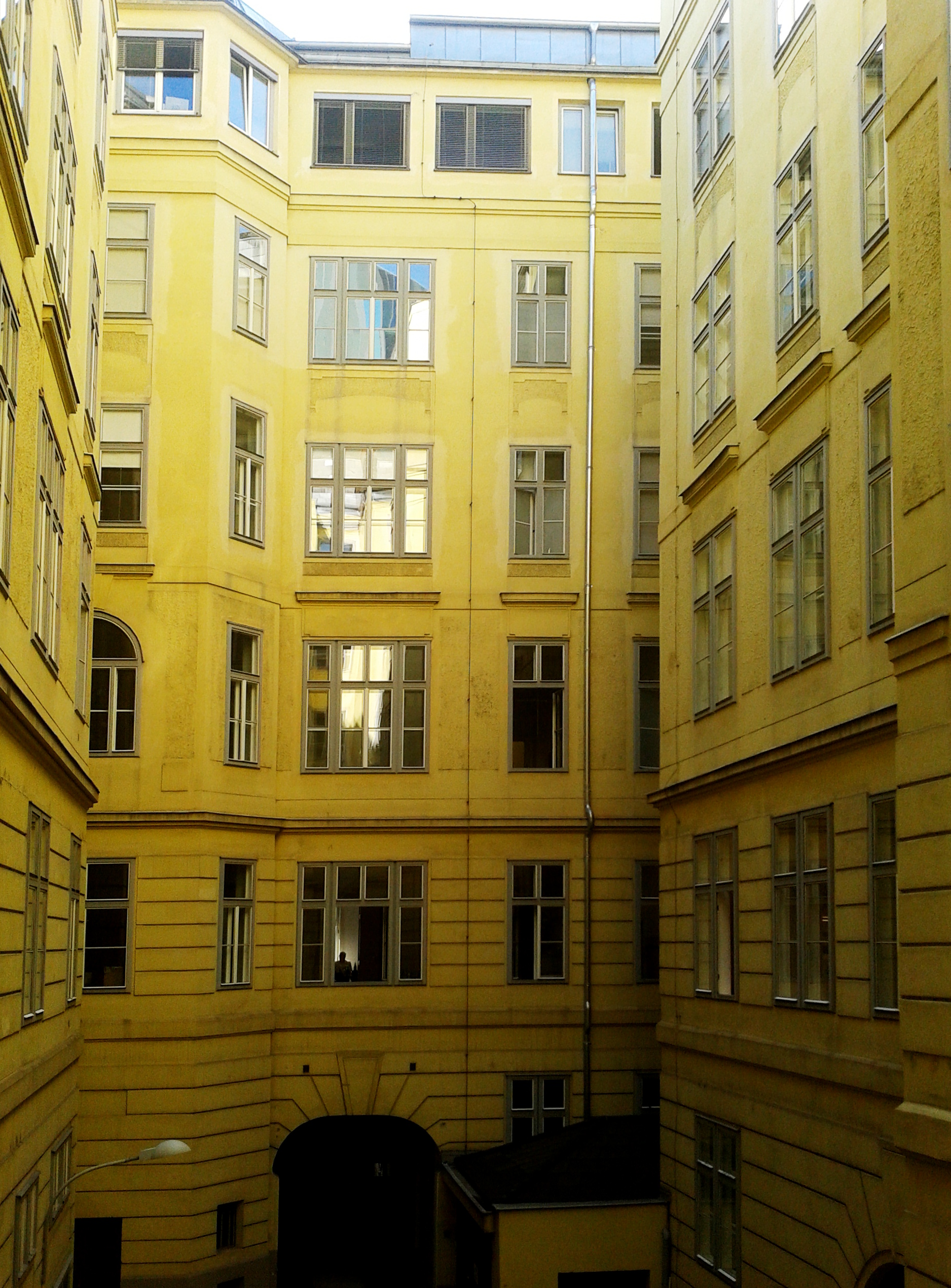
Innenhof

### Lage
Das Gebäude schließt unmittelbar an drei andere Amtsgebäude an. Das architektonische Hauptportal befand sich in der Vorderen Zollamtstraße mit Blick auf den Wienfluss. 
Der tatsächlich benützte Eingang war links um die Ecke situiert, in der Marxergasse 2, wo die Straßenbahnlinien 77 und K zum Stubenring verkehrten. Auch die Postanschrift der Marinesektion ("Wien III. Bezirk, Marxergasse 2") lautete auf die Marxergasse. 
Am anderen Ufer des Wienflusses jenseits der Kleinen Marxerbrücke entstand nahezu zeitgleich das 1913 bezogene neue Hauptgebäude des k.u.k. Kriegsministeriums mit seiner Hauptfront am Stubenring.

### Gestaltung
Der Dekor der Fassade ist zum Wienfluss hin reicher und seine teils barockisierenden, teils secessionistischen Formen sind auf das erste Stockwerk konzentriert. Auf dieser Höhe wurde die Fassade auch mit emaillierten Stadtwappen von 16 Adriahäfen der Monarchie verziert, die sich bis heute erhalten haben. 
Es handelt sich dabei um die Wappen von Zara/Zadar, Fiume/Rijeka, Pola/Pula, Triest, Cattaro/Kotor, Lissa/Vis, Spalato/Split, Sebenico/Šibenik, Capodistria/Koper, Lesina/Hvar, Muggia, Lussinpiccolo/Mali Lošinj, Cherso/Cres, Rovigno/Rovinj, Pirano/Piran und Ragusa/Dubrovnik. Von diesen zählte Fiume zum Königreich Ungarn, die anderen 15 befanden sich in der österreichischen Reichshälfte. Im amtlichen Gebrauch der k.u.k. Marine wurden die Namen in italienischer Sprache verwendet.

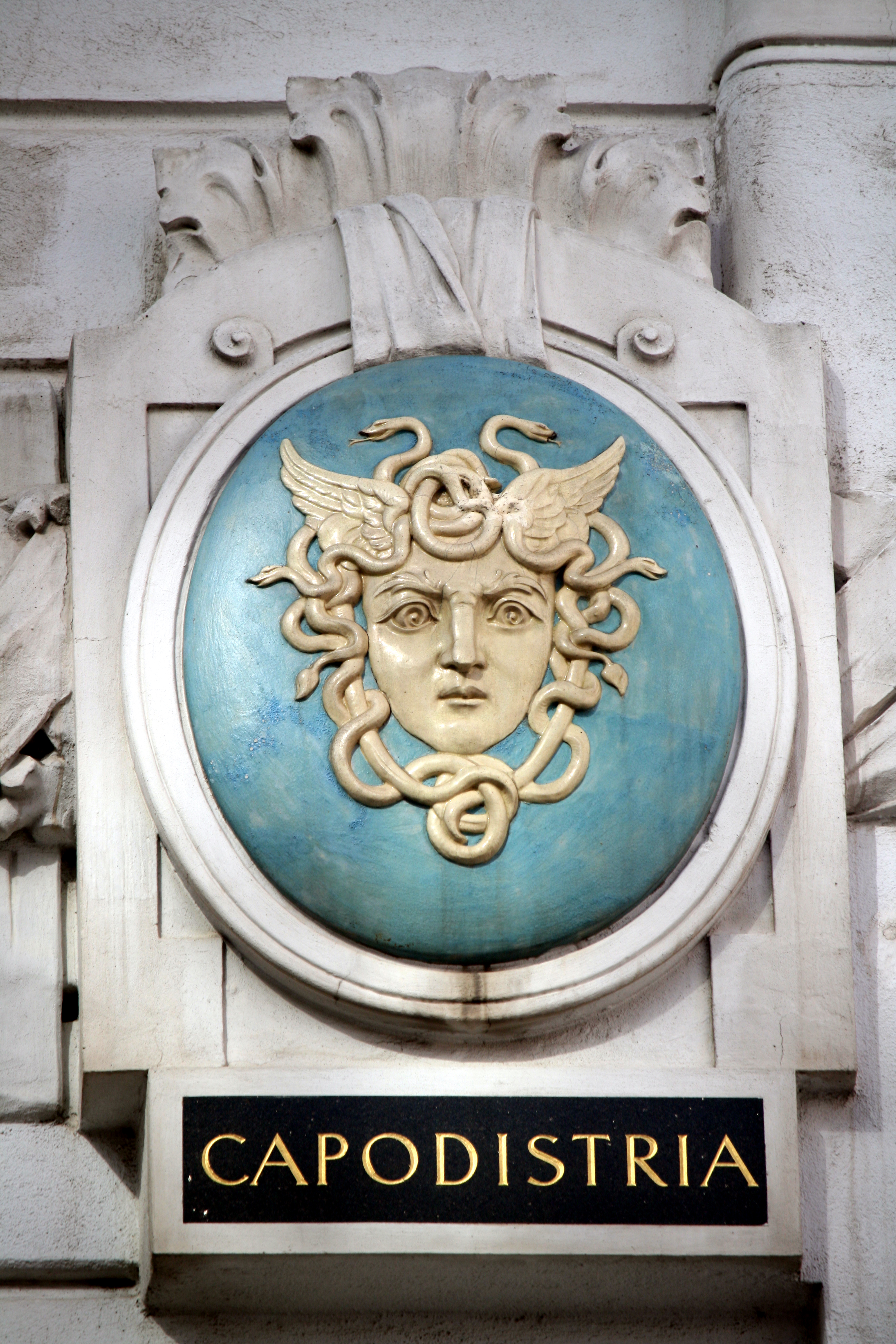
Capodistria/Koper
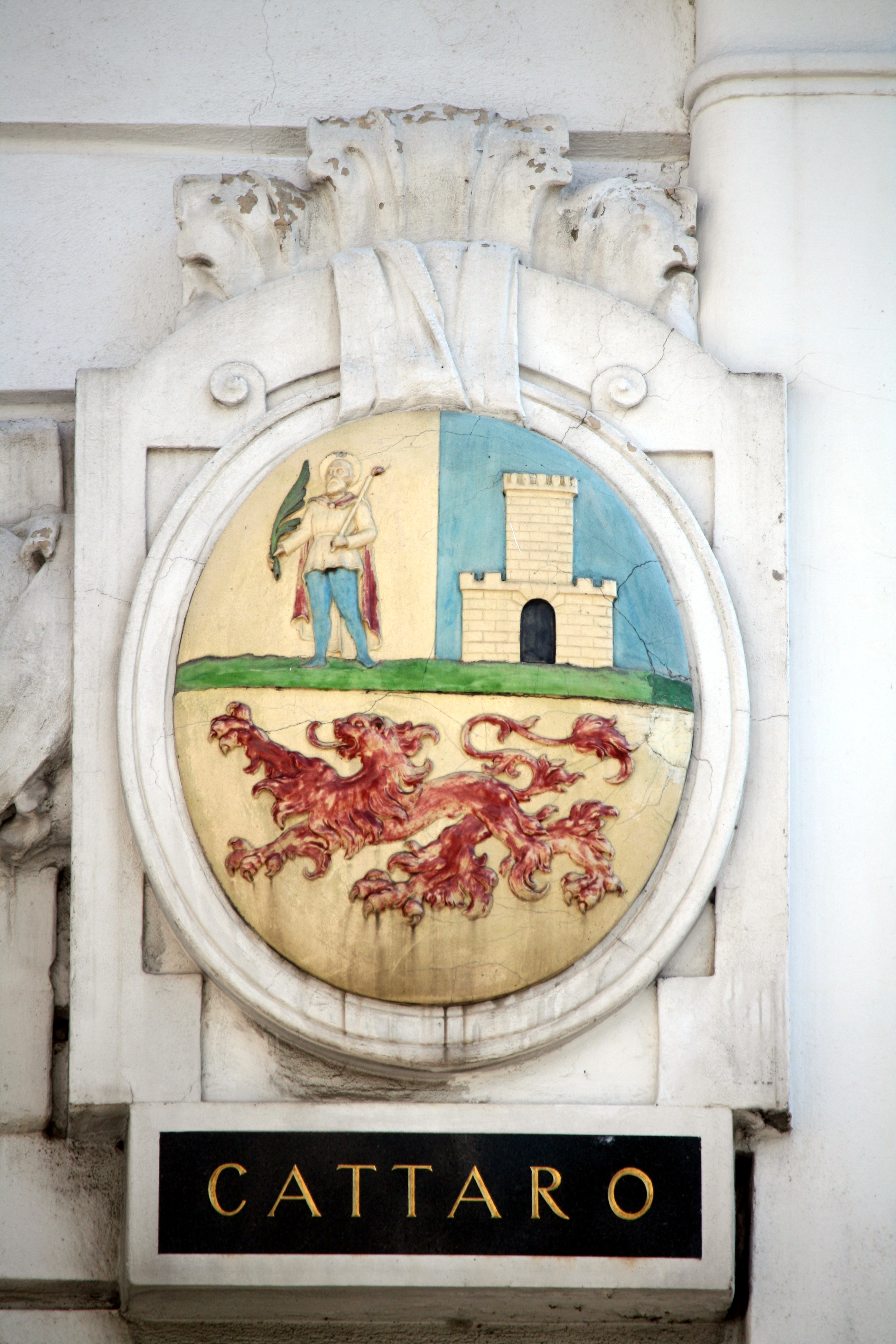
Cattaro/Kotor
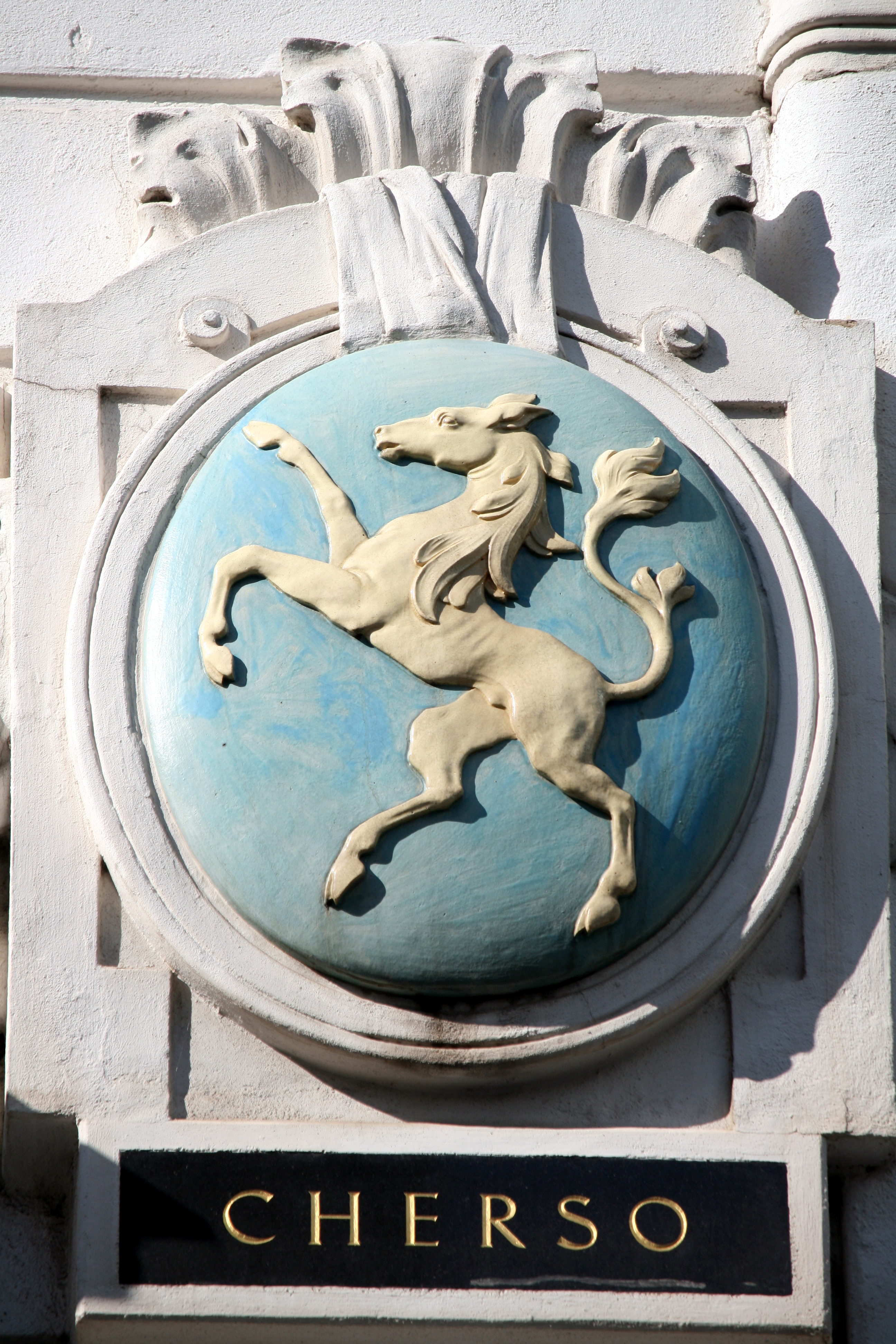
Cherso/Cres
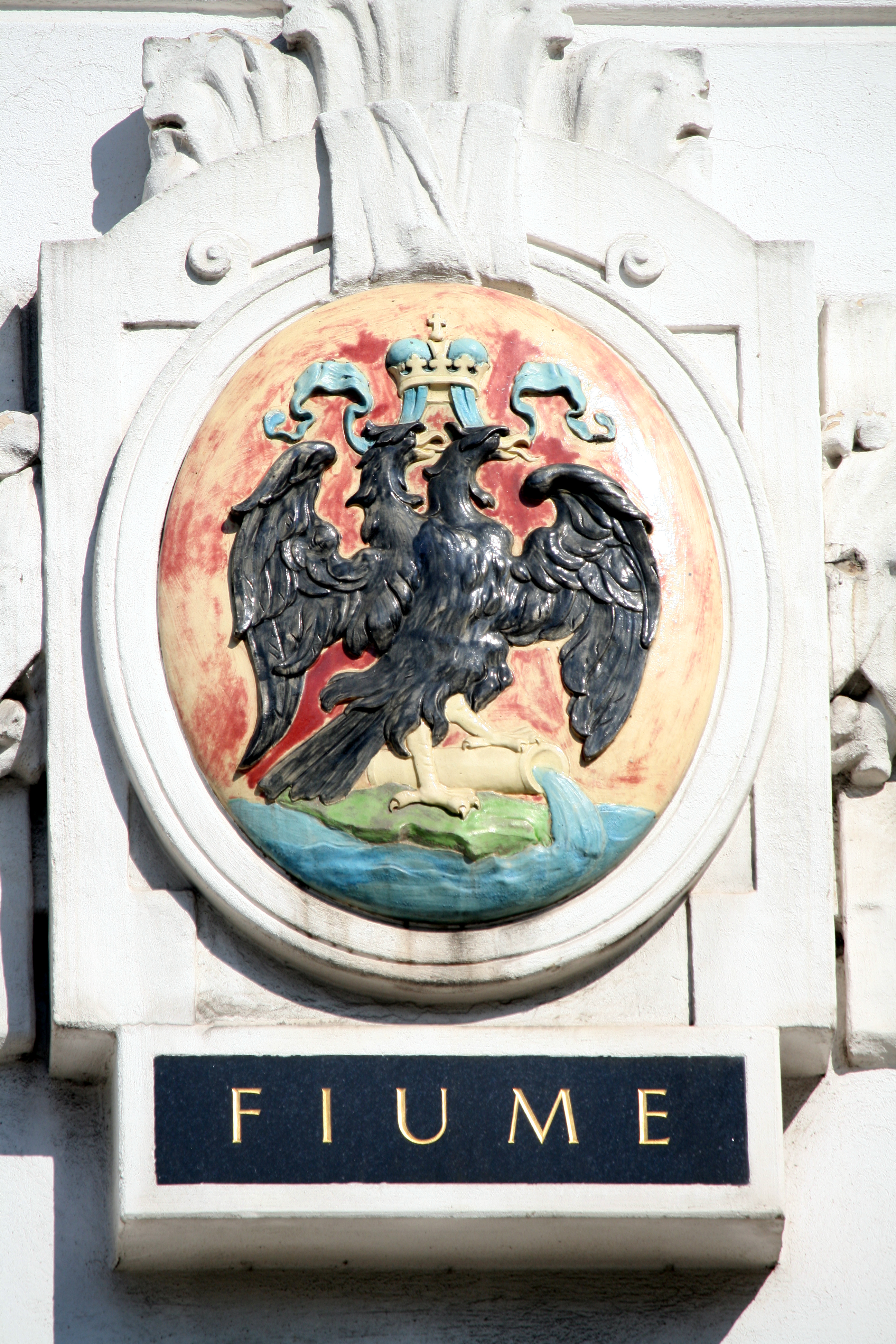
Fiume/Rijeka
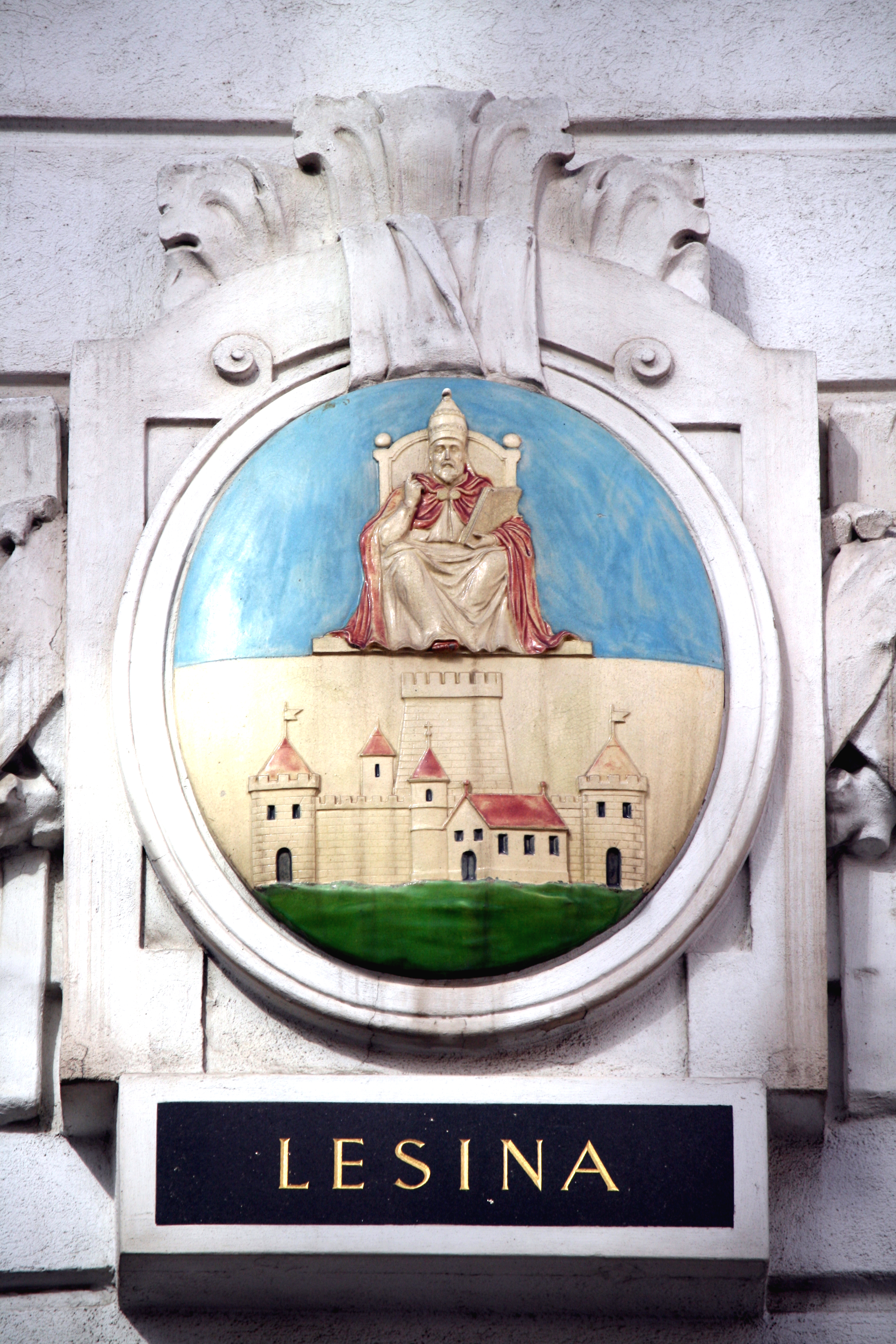
Lesina/Hvar
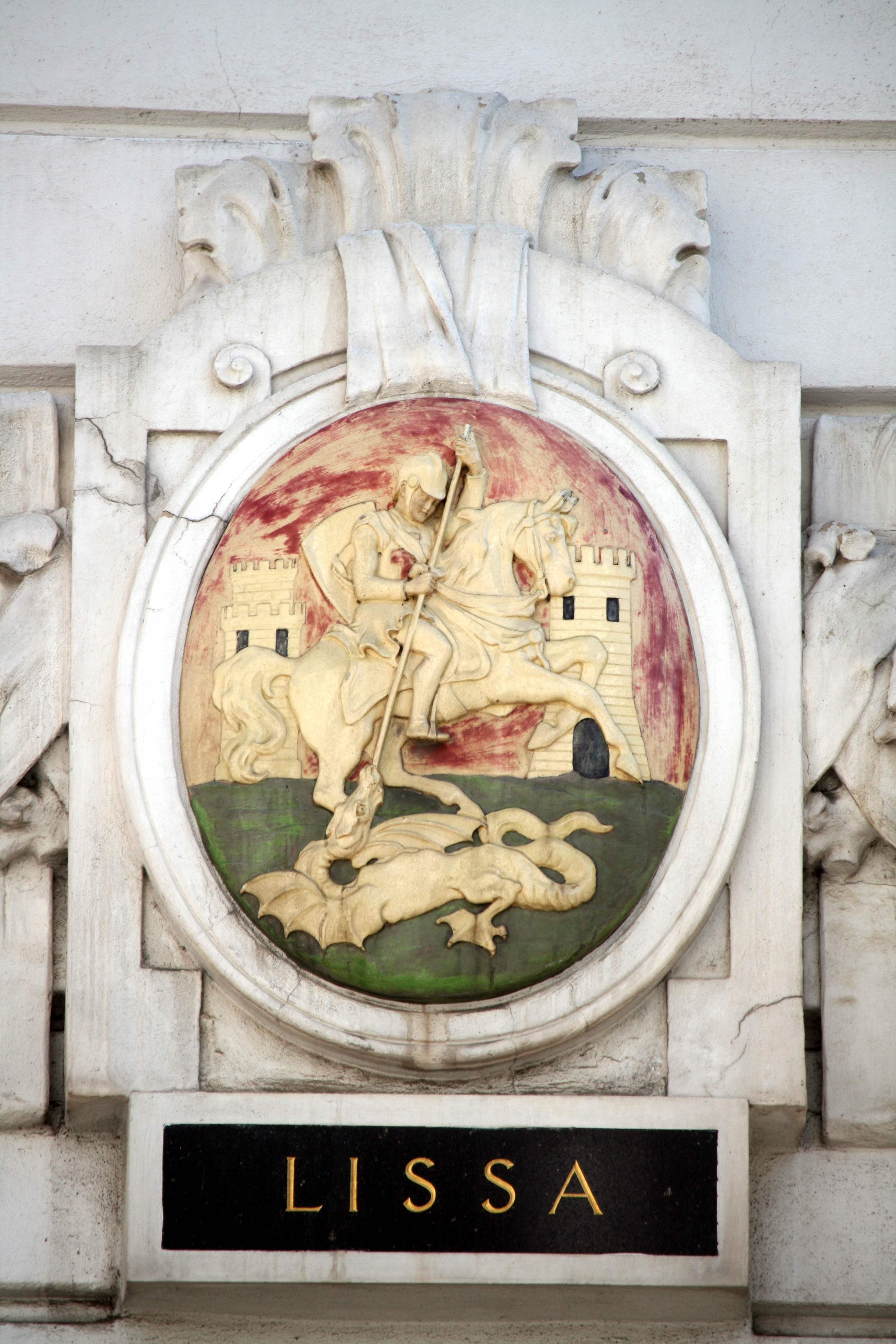
Lissa/Vis
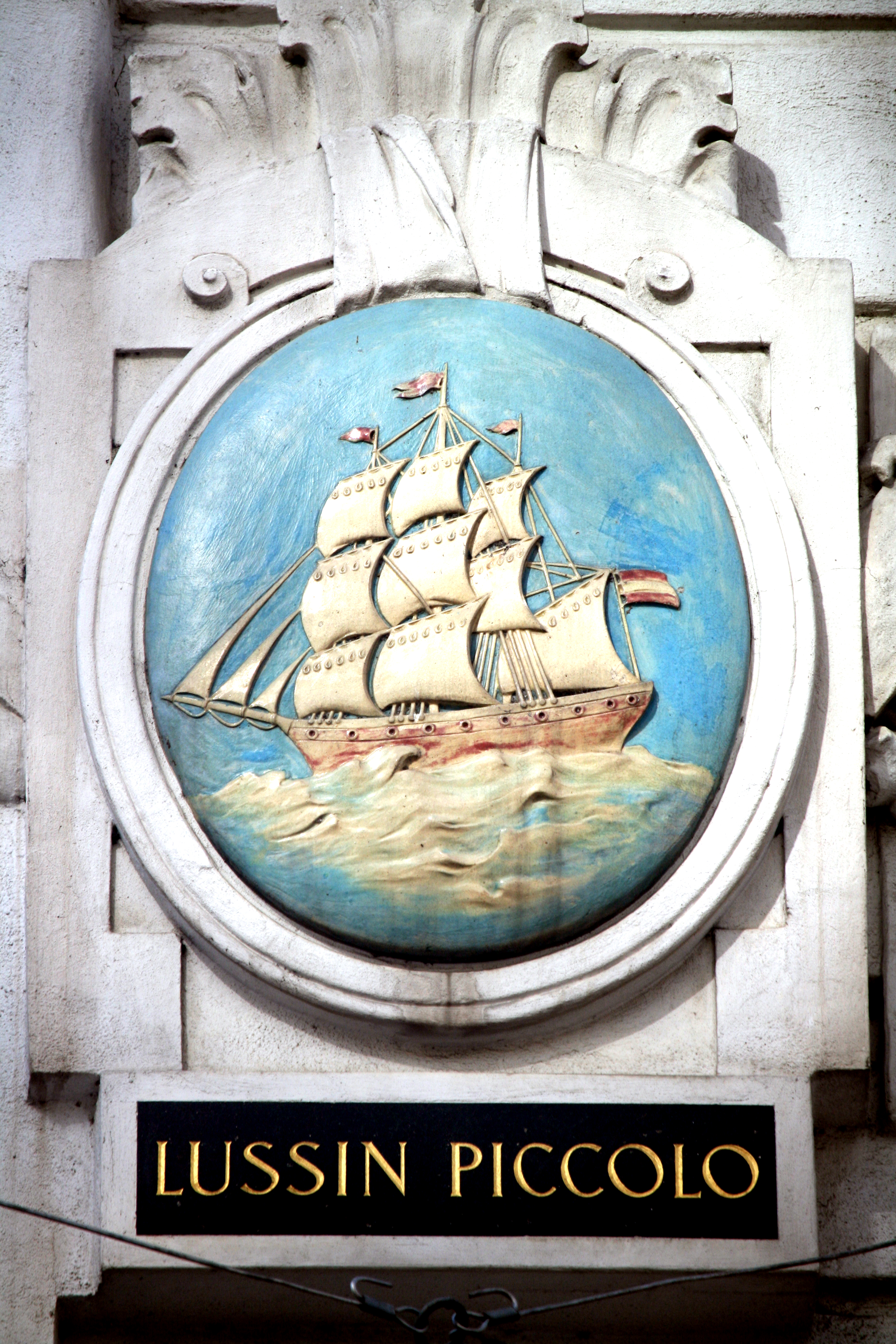
Lussinpiccolo/Mali Lošinj
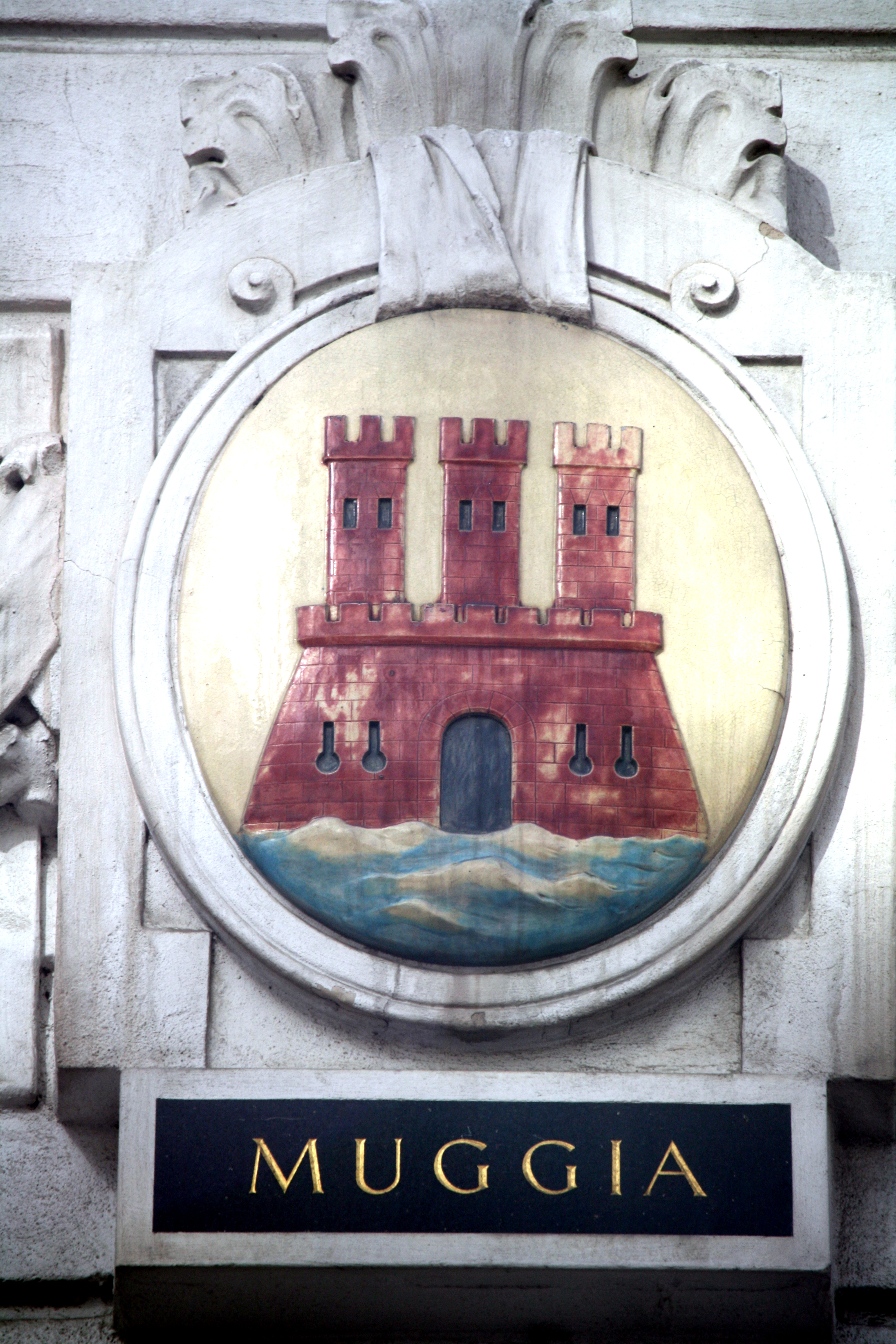
Muggia
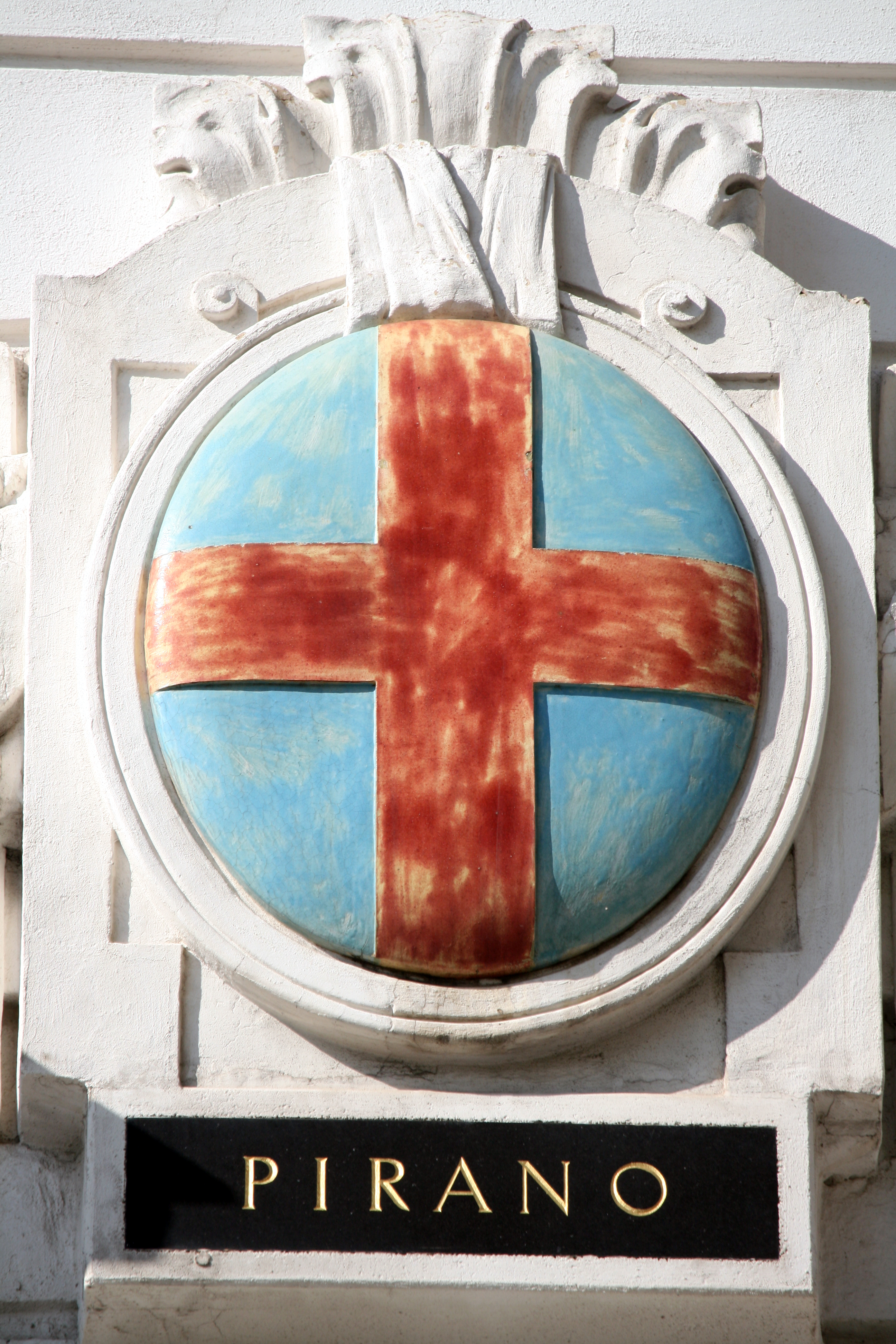
Pirano/Piran
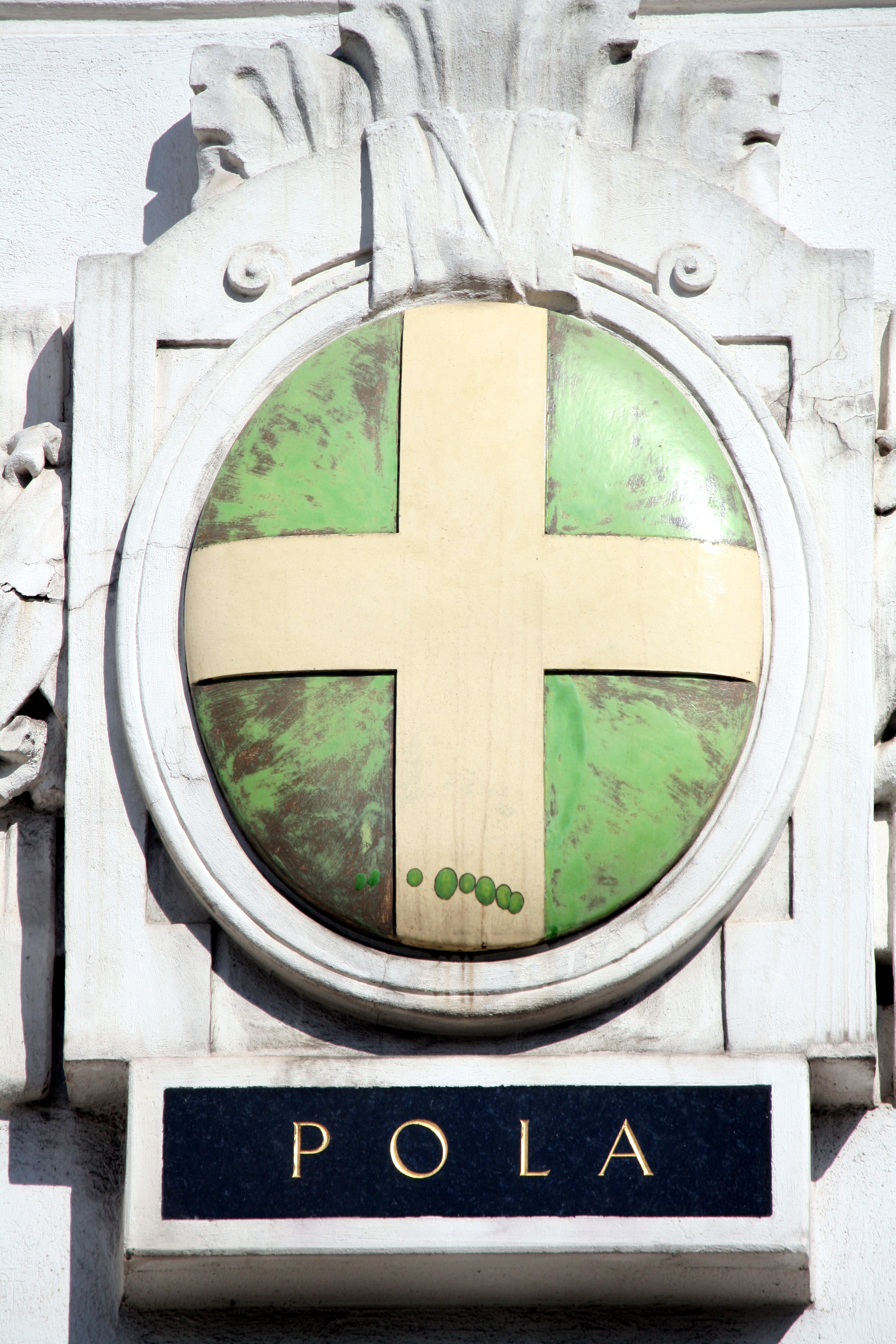
Pola/Pula
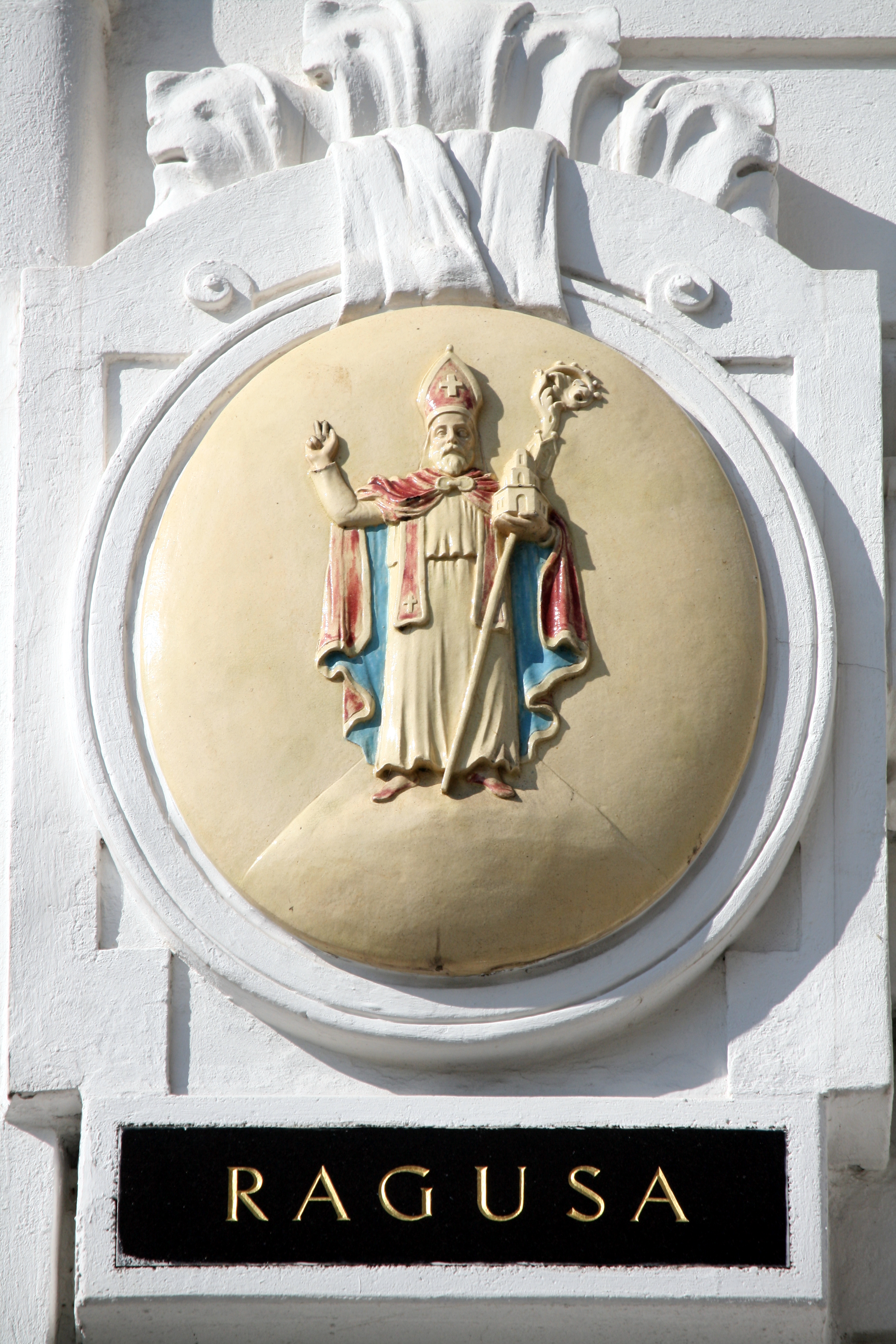
Ragusa/Dubrovnik
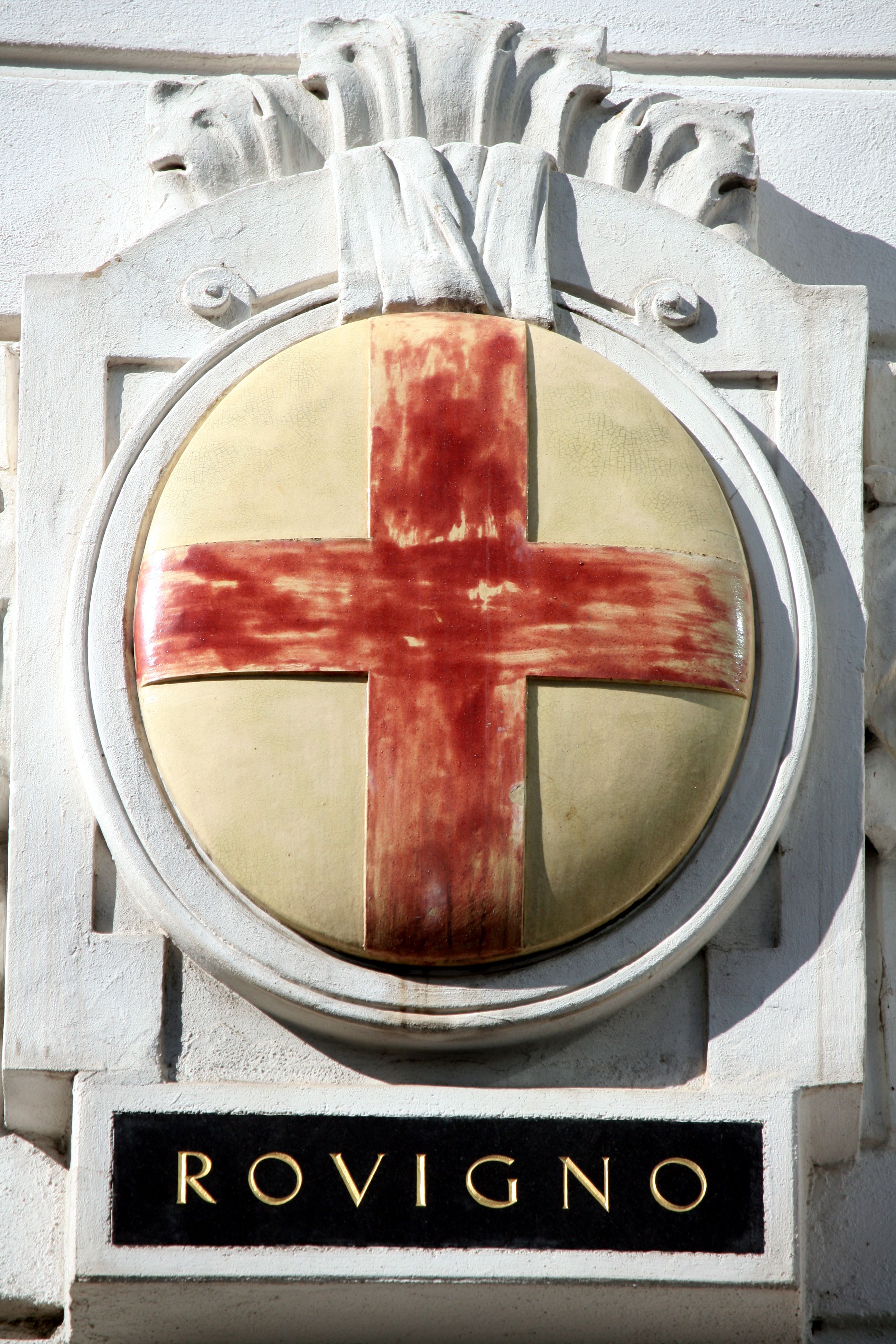
Rovigno/Rovinj
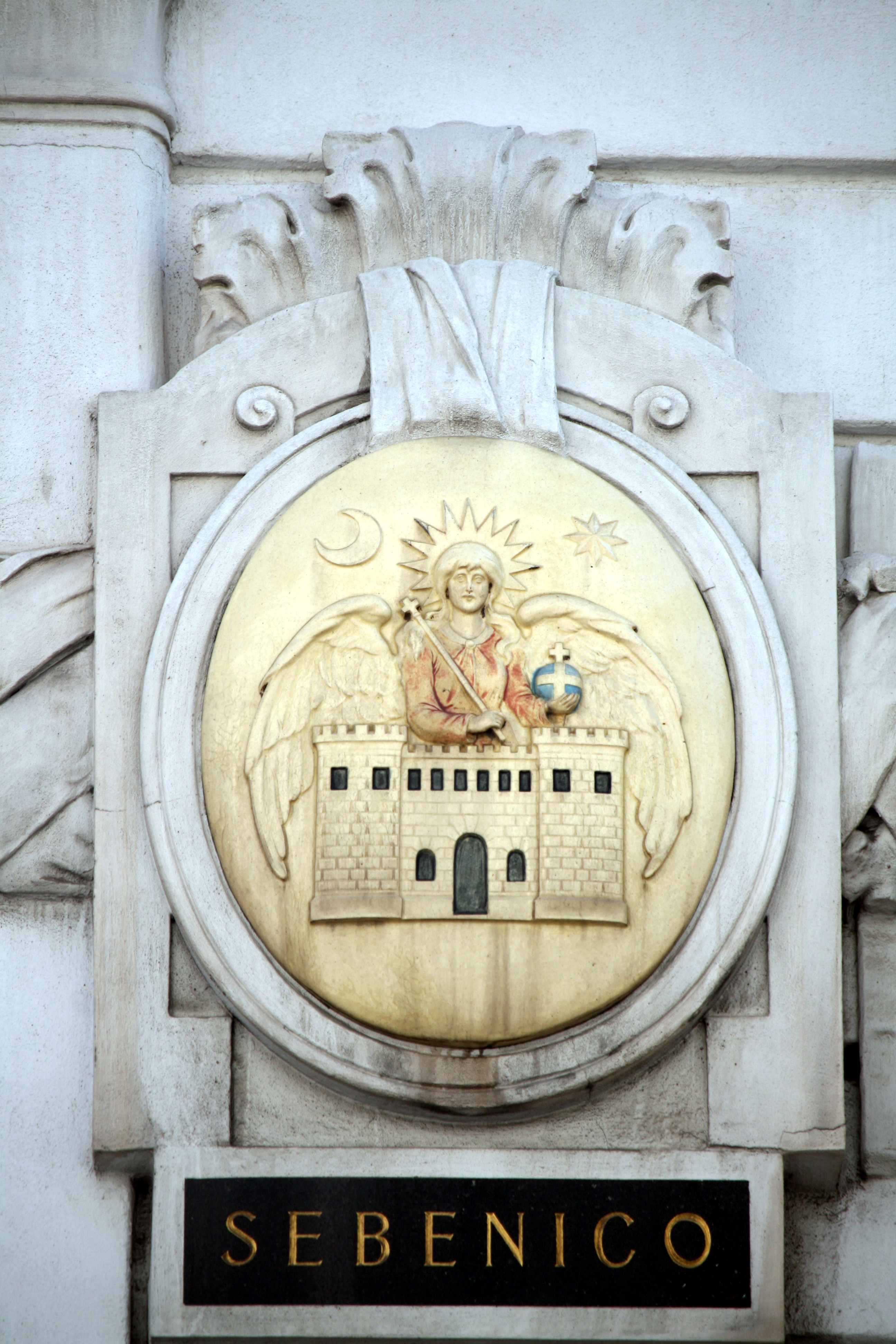
Sebenico/Šibenik
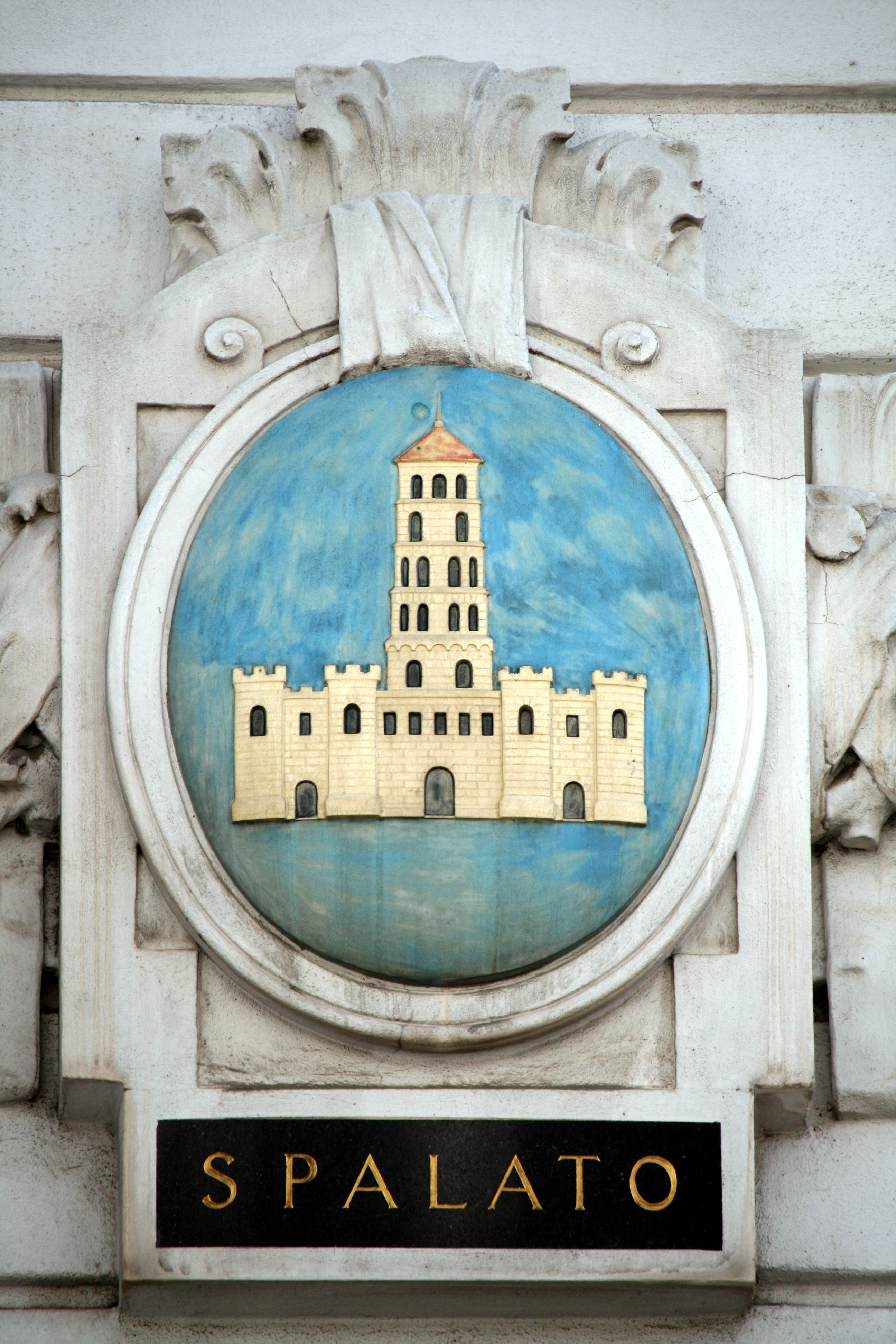
Spalato/Split
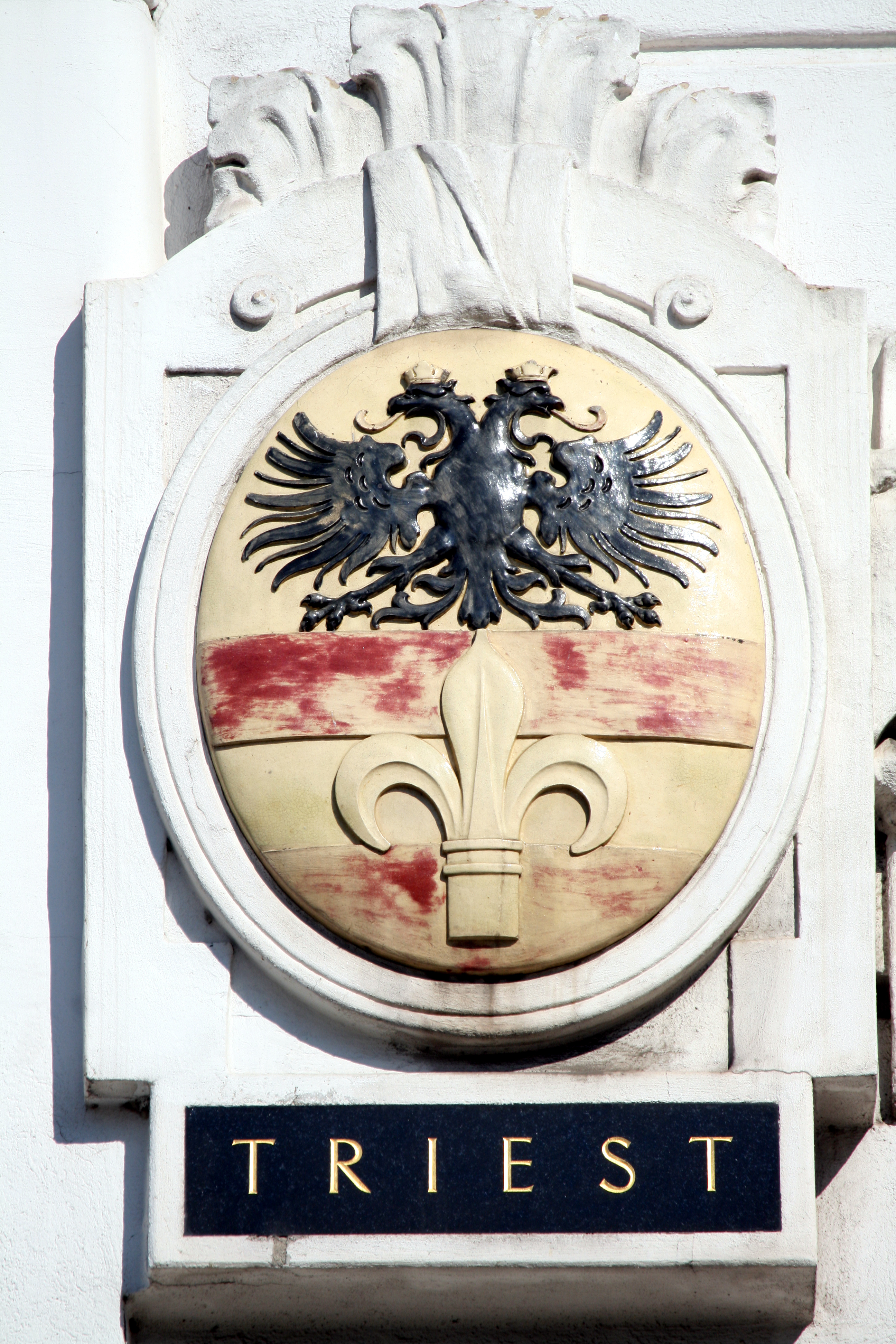
Triest
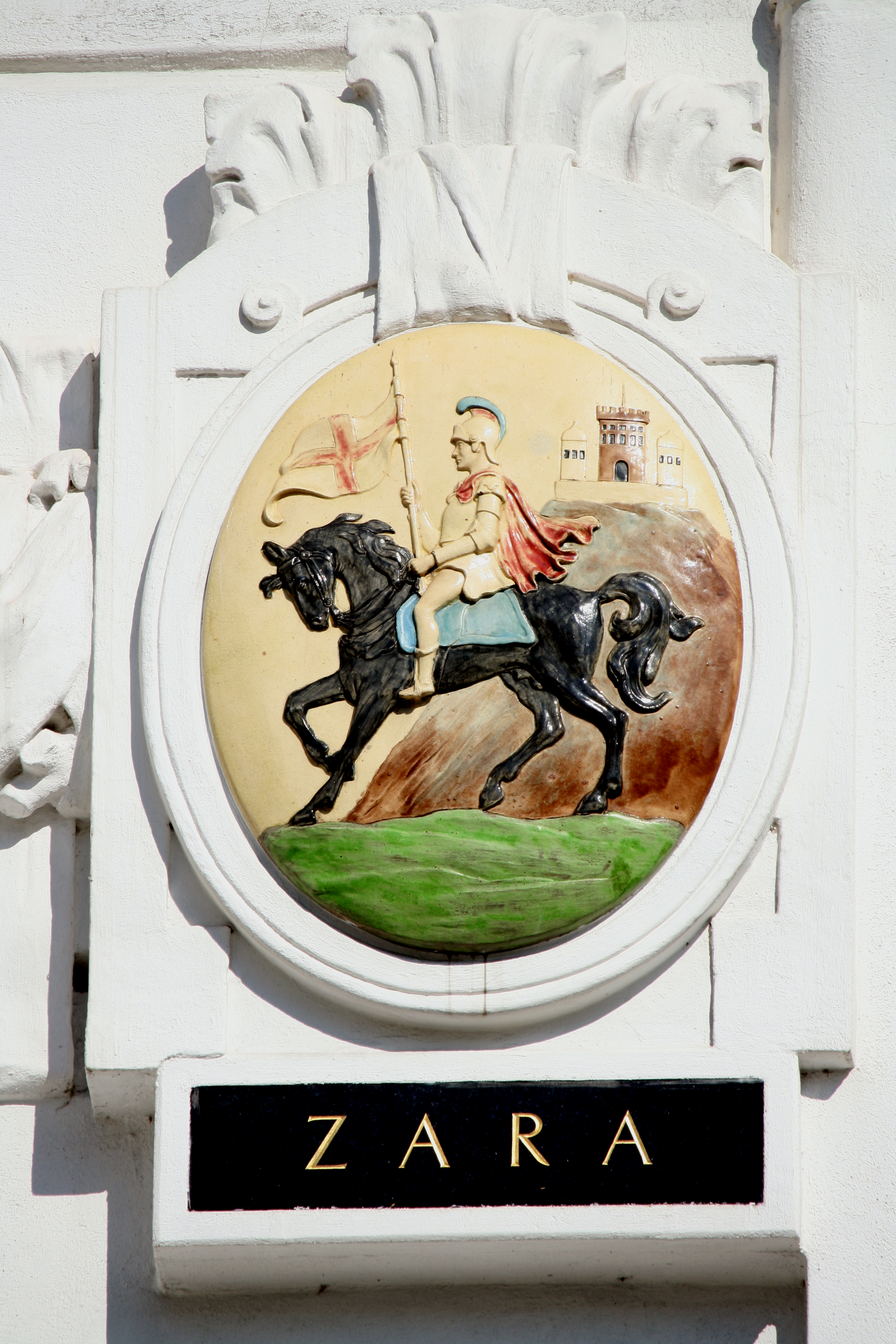
Zara/Zadar